# Jean-Jacques de Ribeaupierre
Pour les articles homonymes, voir Ribeaupierre (homonymie).
Jean-Jacques de Ribeaupierre (en allemand : Johann Jakob von Rappoltstein), né le 2 février 1598 à Ribeauvillé et mort le 18 juillet 1673 dans la même ville, est comte de Ribeaupierre, seigneur de Hohnack et de Geroldseck de 1637 à sa mort. Il fut le dernier descendant en lignée masculine de la famille de Ribeaupierre.

## Origine

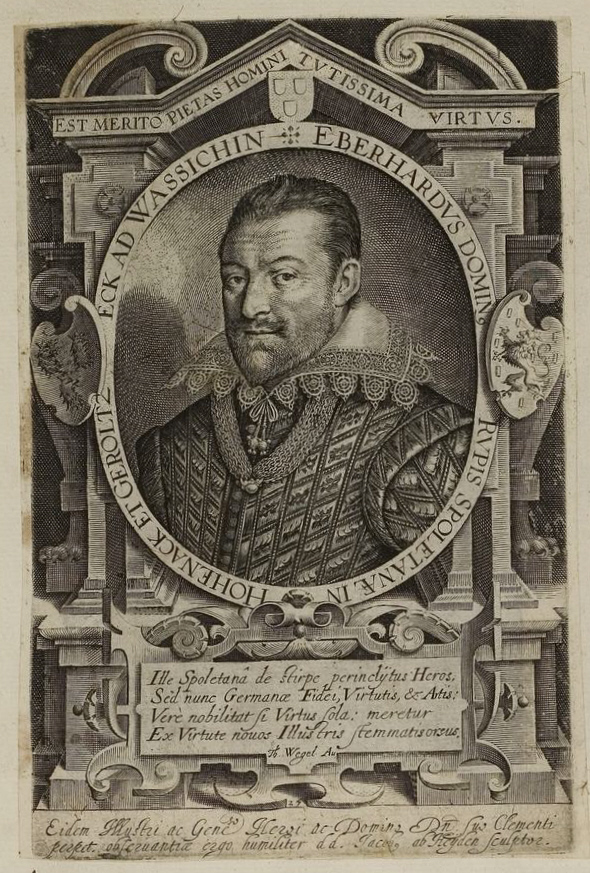
Eberhard de Ribeaupierre, son père

Né à Ribeauvillé, siège de la seigneurie de Ribeaupierre en Haute-Alsace, Jean-Jacques est le troisième fils d'Eberhard de Ribeaupierre (bg) (1570-1637) et de sa première épouse, Anne de Salm-Kyrbourg (1572-1608).
Son père est chambellan de l'empereur Matthias Ier du Saint-Empire, et se marie en secondes noces en 1609 avec Agathe de Solms-Laubach (bg) (1585-1648), fille du comte Jean-Georges Ier de Solms-Laubach (1546-1600).
Jean-Jacques a pour frères Otto-Guillaume (1592-1605), Georges-Frédéric de Ribeaupierre (bg) (1595-1651) et Philippe-Louis (1601-1637).
Pour ses études et ses voyages, la ville de Ribeauvillé octroya à Jean-Jacques une subside extraordinaire en 1614, renouvelé pour trois ans en 1617 et pour cinq ans en 1620. Les ravages provoqués par la guerre de Trente Ans dans la plaine d'Alsace poussent son père à accepter la protection du royaume de France accordée par lettres patentes le 8 mai 1637. Le roi Louis XIII ordonna aux gouverneurs et chefs de troupes français et étrangers de traiter favorablement la famille de Ribeaupierre, et interdit très expressément de faire loger des troupes à Ribeaupierre ou de piller la ville.

## Règne
À la mort de leur père le 12 août 1637, seuls Georges-Frédéric et Jean-Jacques sont encore en vie : ils lui succèdent et gouvernent ensemble les possessions familiales. Ils s'attribuent le titre de comte, qui n'a plus de grande valeur au XVIIe siècle.
Jean-Jacques se marie le 10 décembre 1637 à Strasbourg avec Anne-Claudine de Salm-Kyrbourg (1615-1673), fille du général suédois Jean-Casimir de Kyrbourg (1577-1651) et de sa première épouse la comtesse Dorothée de Solms-Laubach (1579-1631); fille du comte Jean-Georges Ier de Solms-Laubach (1546-1600). Sa femme est la sœur d'Anne-Catherine (1614-1655), qui a épousé le duc Eberhard III de Wurtemberg-Stuttgart (1614-1674) en 1637.
À l’issue de la guerre de Trente Ans, les traités de Westphalie de 1648 accordent au Roi de France des droits sur la Haute-Alsace. Les terres des Ribeaupierre sont ainsi rattachées au territoire français et intégrées à la province d'Alsace nouvellement formée. Après la mort de Georges-Frédéric en 1651, Jean-Jacques gouverne seul. Il fut l’un des premiers nobles de la province à se soumettre à la suzeraineté de la France. Personnage bien vu de la cour et de Louis XIV, Jean-Jacques fut récompensé par de nombreuses faveurs royales et des privilèges dont il s’est empressé de faire profiter ses sujets protestants.
Il décède 28 juillet 1673 dans son château de Ribeauvillé, à l’âge de 75 ans, en laissant deux filles : Catherine-Agathe et Anne-Dorothée. Avec sa mort, la lignée masculine des Ribeaupierre s’éteignit. Le 1er septembre 1673, Louis XIV, se rendant à Brisach, s’arrêta à Ribeauvillé et y passa la nuit au château où le corps du comte défunt se trouvait encore. Le roi attribue l'intégralité des possessions des Ribeaupierre à l'époux de Catherine-Agathe, le comte palatin Christian II de Birkenfeld-Bischwiller qui les transmet à ses descendants,.

## Descendance
Jean-Jacques de Ribeaupierre et Anne-Claudine de Salm-Kyrbourg ont eu pour enfants :
- Catherine-Agathe (1648-1683), mariée en 1667 au duc et comte palatin Christian II de Palatinat-Zweibrücken-Birkenfeld à qui Louis XIV attribue l'héritage du comté de Ribeaupierre à la mort de Jean-Jacques[7],[8].
- Anne-Dorothée, dernière représentante de la famille de Ribeaupierre, mourut célibataire et sans enfant en 1725.